# Фермор, Патрик Ли
Сэр Патрик («Падди») Майкл Ли Фермор (англ. Patrick Michael Leigh Fermor; 11 февраля 1915, Лондон — 10 июня 2011, Дамблтон, Англия), DSO — британский писатель, учёный и солдат, сыгравший значительную роль в Критском сопротивлении во время Второй мировой войны. При жизни его часто называли «величайшим британским писателем-путешественником», особенно благодаря книге '«Время даров»' (1977). Журналист Би-би-си однажды написал о нём: «В нём сочетались Индиана Джонс, Джеймс Бонд и Грэм Грин».

## Биография

### Молодость и образование
Родился в 1915 году в Лондоне в семье сэра Льюиса Ли Фермора, выдающегося геолога, и Мюриэл Айлин Амблер (Muriel Eileen Ambler). Вскоре после его рождения мать с сестрой уехали к отцу в Индию, оставив младенца в Англии на попечении приёмной семьи в Нортгемптоншире. Патрик воссоединился с родными лишь в четырёхлетнем возрасте.
С детства Ли Фермор испытывал трудности с дисциплиной и традиционной системой образования. Из-за сложного характера его направили в спецшколу для «трудных детей», а позже исключили из Королевской школы в Кентербери. В характеристике учебного заведения отмечалось, что юный Фермор представлял собой «опасную смесь утончённости и безрассудства»[1].
Несмотря на это, он продолжил самообразование, изучая греческую и латинскую классику, Шекспира и исторические труды, готовясь к поступлению в Королевскую военную академию в Сандхёрсте.

### Ранние путешествия
В восемнадцатилетнем возрасте Ли Фермор предпринял пешее путешествие через всю Европу — от Хук-ван-Холланда до Константинополя[1].
Свой путь он начал 8 декабря 1933 года, вскоре после прихода Гитлера к власти в Германии. С собой у него были лишь смена одежды, несколько рекомендательных писем, сборник английской поэзии оксфордского издания и томик од Горация. Ночуя то в крестьянских сараях, то в горных хижинах пастухов, он одновременно удостаивался гостеприимства в усадьбах провинциальной аристократии Центральной Европы. Особую роль в его странствиях сыграло радушие монастырей, предоставлявших путнику кров. Позже эти впечатления легли в основу двух его знаменитых книг — «Время даров» (1977) и «Между древом и водой» (1986). Написанные спустя десятилетия, эти произведения обогатились его эрудицией и жизненным опытом, превратившись в уникальное сочетание путевых заметок с глубокими историческими, географическими, лингвистическими и антропологическими наблюдениями.
1 января 1935 года Фермор достиг Константинополя, после чего продолжил свои странствия по Греции. В марте того же года он стал очевидцем операций греческих монархистских войск в Македонии, подавлявших попытку республиканского переворота. В Афинах судьба свела его с румынской аристократкой Бэлашей Кантакузино (Bălaşa Cantacuzino), которая стала его возлюбленной. Молодая пара поселилась на острове Порос в старой мельнице, где она занималась живописью, а он — литературой. Позже они перебрались в родовое имение Кантакузино в Бэлени (румынская Молдавия), где проживали вплоть до начала Второй мировой войны[2].

### Вторая мировая война

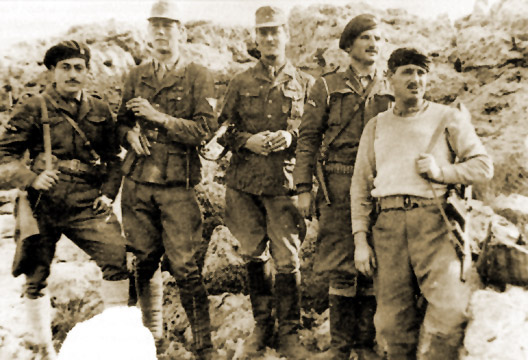
Группа по захвату Генриха Крайпе. Патрик Ли Фермор — в центре

После возвращения в Англию Ли Фермор вступил в ряды Ирландской гвардии. К концу 1940 года только Великобритания и Греция продолжали сопротивление странам «Оси» в Европе.
«Моя любовь к Греции была абсолютной, — вспоминал Фермор. — Месяцы, проведённые вдали от этой страны, казались мне невыносимыми. Поэтому в 1941 году, присоединившись к разведывательному корпусу, я сразу попросил направить меня к грекам, которые в тот момент сражались в Албании. Мою просьбу удовлетворили»[1]. Благодаря прекрасному знанию греческого языка Фермор был назначен офицером связи при греческой армии, успешно противостоявшей итальянским войскам в Албании.
Впоследствии Ли Фермор участвовал в боевых действиях на материковой части Греции и на Крите. В период немецкой оккупации он трижды возвращался на остров, в том числе один раз — с парашютным десантом.
Он входил в небольшую группу офицеров Управления специальных операций (SOE), занимавшихся организацией критского сопротивления. Под видом пастуха, используя псевдонимы «Михалис» или «Филедем», Фермор провёл в горах более двух лет. Вместе с капитаном Уильямом Стэнли Моссом он возглавил англо-греческий отряд, который в 1944 году осуществил похищение немецкого генерала Генриха Крайпе с последующей его транспортировкой на Ближний Восток[2]. В память об этой операции критяне установили памятник возле деревни Арханес[3].
Мосс описал эти события в своей книге «Похищение под лунным светом: Операция против генерала Крайпе» (1950)[4]. В 1957 году история была экранизирована режиссёрами Майклом Пауэллом и Эмериком Прессбургером, где роль Ли Фермора исполнил Дирк Богард[5].
Друг Фермора Лоренс Даррелл, в своей книге «Горькие лимоны» (Bitter Lemons, 1957), вспоминает как в разгар восстания на Кипре против британского правления в 1955 году, Ли Фермор посетил Дарелла, в его вилле в Беллапаис:

«После великолепного ужина при огне он начал петь песни Крита, Афин, Македонии. Когда я вышел наполнить вновь бутылку узо …я обнаружил, что улица была полна людей, слушающих в полной тишине и мраке. Все выглядели онемевшими. „Что это?“ — спросил я, увидев Франгоса. „Я никогда не слышал англичанина, поющего греческие песни таким образом!“ Их благоговейное изумление было задето; это выглядело как будто бы они хотели обнять Падди, куда бы он не направлялся.»

### Послевоенные годы
В 1950 году Ли Фермор опубликовал свою первую книгу «Древо путешественника», посвящённую послевоенным путешествиям по Карибскому региону. Это произведение было удостоено литературной премии фонда Heinemann и стало важной вехой в его карьере. Интересно, что его друг Ян Флеминг включил обширные цитаты из книги Фермора в свой роман «Живи и дай умереть» (1954)[1].
В последующие годы Фермор создал несколько выдающихся произведений о своих странствиях, среди которых особенно выделяются «Мани» (1958) и «Румели» (1966), описывающие его путешествия по глубинке Греции — верхом на муле и пешком. Однако истинным шедевром, по мнению критиков и взыскательных читателей, стала его книга «Время даров» (1977), признанная одним из величайших произведений travel-литературы на английском языке.
Особого внимания заслуживает его работа над переводом мемуаров «Критский связной» Георгия Психундакиса — критского связного военных лет. Фермор не только перевёл рукопись, но и помог автору с её публикацией. Кроме документальной прозы, Фермор пробовал себя в художественной литературе — его роман «Скрипки Святого Якова» (1953) впоследствии был адаптирован композитором Малкольмом Уильямсоном в оперную постановку.

### Брачный союз и закат жизни
После многолетнего романа Патрик Ли Фермор официально оформил отношения с Джоан Эйрс-Монселл, дочерью адмирала Болтона Эйрс-Монселла, в 1968 году. Джоан стала его верной спутницей во всех странствиях вплоть до своей кончины в июне 2003 года в Кардамили (полуостров Мани), прожив 91 год. Детей у супругов не было[1].
В своих воспоминаниях о спутнице жизни Фермор писал: «Моя жена была удивительной женщиной и страстной эллинофилкой. Мы вместе приняли решение провести остаток дней в Кардамили. Она обладала неиссякаемой энергией — сопровождала меня во всех экспедициях, обожала пешие походы и скалолазание, прекрасно разбиралась в музыке и архитектуре. Для меня она всегда оставалась музой и источником вдохновения».
Супруги разделяли год между двумя домами: старинным особняком в оливковой роще под Кардамили на юге Пелопоннеса и усадьбой в Вустершире. В новогодних почётных списках 2004 года Патрик Ли Фермор был удостоен рыцарского звания[2]. Любопытный факт: лишь в 2007 году, на 92-м году жизни, писатель впервые решился освоить печатную машинку — все свои предыдущие произведения он создавал исключительно в рукописном виде[3].

### Смерть и похороны

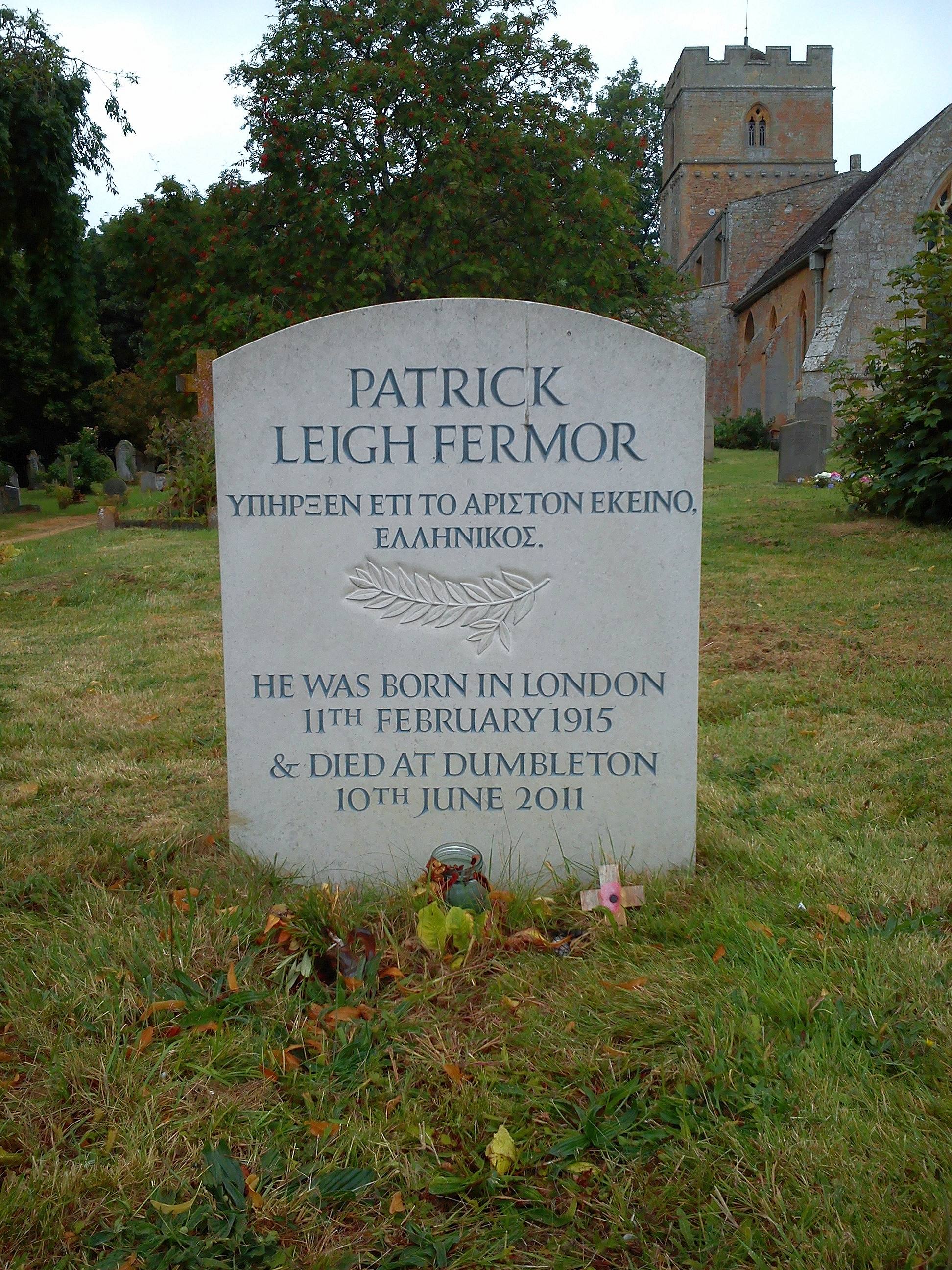
Могила Патрика Ли Фермора

До самых преклонных лет сэр Патрик Ли Фермор сохранял завидную физическую форму и жизненную энергию. Даже когда возраст взял своё — ослабли зрение и слух, — он до последнего дня сохранял ясность ума и активность. В свой последний вечер 96-летний писатель, как обычно, ужинал за семейным столом.
Последние месяцы жизни омрачила тяжёлая болезнь — раковая опухоль. В начале июня 2011 года ему провели трахеотомию. Чувствуя приближение конца, Фермор пожелал вернуться на родину. 9 июня он прибыл в Англию, где на следующий день, 10 июня 2011 года, тихо ушёл из жизни[1].
16 июня 2011 года в церкви Святого Петра в Дамблтоне (Глостершир) состоялась торжественная церемония прощания. Богослужение провёл преподобный Николас Картер. Фрагмент из «Сада Кира» сэра Томаса Брауна прочёл близкий друг покойного — писатель Колин Туброн. Почётный караул состоял из действующих и бывших офицеров Разведывательного корпуса, а горнист Ирландской гвардии исполнил традиционные военные сигналы «Последний призыв» и «Подъём». Сэр Патрик Ли Фермор обрёл последний покой рядом с любимой супругой на тихом кладбище у дамблтонской церкви[2].

## Позиция по македонскому вопросу
Фермор был филэллином, доказав это братством по оружию и последующей своей жизнью.
Критянка Елена Фарагулитаки в своём исследовании деликатно отмечает, что Ли Фермор в течение всей своей жизни ни разу не назвал Константинополь Стамбулом.
В силу своего филэллинизма и располагая академическими знаниями и личным знакомством с регионом, Ли Фермор информирует английского читателя о возникшем в конце XX века вопросе с именем нового государства к северу от Греции.
В журнале Independent Magazine, приложении к газете The Independent от 22 августа 1992 года, Фермор опубликовал свою статью под заголовком «О настоящих македонянах», в которой говорил следующее:

«Отсутствие интереса за рубежом, о будущем имени бывшей югославской республики, вызывает недоумение и отчаяние у греков и их чувства не следует недооценивать. Позиция, которую мы примем в этом вопросе, будет рассмотрена как пример искренности Англии как союзника. Допустить новоиспечённому государству, под именем Республика Македония, узурпировать самый славный топоним греческой истории, выглядит для греков невыносимым унижением.»
Далее Фермор продолжает:

«Кем были македоняне? Гесиод говорит, что 5 внуков Девкалиона создали диалекты Греции — Эол эолийский, Дор дорический и т. д. — заканчивая Македоном и македонским диалектом. В большинстве мифов кроется правда. Последующие писатели, такие как Геродот, подтверждают без сомнения, что языком македонян был греческий. То что их цари заявляли что происходят от Геракла, то есть от Зевса, и выбор Аристотеля как величайшего их учителя, говорит о том где располагалось их сердце.

Колыбель этого племени находилась на северных склонах Олимпа. Филипп II Македонский расширил своё царство и включил в него народы не говорящие на греческом. Он предоставил им автономию и его государство стало многонациональным царством либерального типа, первое в Европе. Самое северное из его завоеваний именовалось Пеония, это и есть территория о которой мы сегодня ведём речь, на которой Тито создал самую южную свою республику и которой необдуманно, или, скорее всего, хитро, дал имя Македония».
Фермор приводит выдержку из книги известного английского археолога Николаса Хэммонда «Кем были македоняне?»: «Если югославы непременно хотели древнее имя, они должны были назвать это государство Пеония, но скорее всего „Новая Словения“».

## Награды
награды и почести
- Орден «За выдающиеся заслуги»
- Почётный гражданин города Ираклион
- Почётный гражданин Кардамили, Мани.
- Почётный гражданин города Гитион, Мани.
- В Национальном архиве в Лондоне, в файле под номером HS 5/728, хранятся копии рапортов, отправленных Фермором с оккупированного Крита.

литературные награды
- 1950, Приз по литературе фонда Хайнеманов (Heineman Foundation) за Древо путешественников
- 1978, Приз WH Smith Literary Award за Время Даров.
- 1991, избран почётным членом в Королевское литературное общество[7]
- 1995, Шевалье, Орден Искусств и литературы[8]
- февраль 2004 года, принял рыцарство от которого отказался до того в 1991 году[9]
- 2004, награждён за свой пожизненный вклад призом Британского общества писателей путешествий.
- 2007, греческое правительство вручило ему Орден Феникса (Греция).[10]
- Его жизнь и работа была освещена писателем-путешественником Бенедиктом Алленом[англ.] в документальной серии Век путешественников  (2008), BBC Four.
- Документальный фильм о Критском Сопротивлении 11-й день: Крит 1941 (2003) содержит большие отрывки интервью с Ли Фермором, в которых он вспоминает свою службу в S.O.E. и свою деятельность на Крите, включая захват генерала Kreipe.

## Работы

### Книги
- The Traveller’s Tree (1950) — Древо путешественников
- The Violins of Saint-Jacques (1953) — Скрипки Святого Якова
- A Time to Keep Silence (1957) — Время молчания
- Mani — Travels in the Southern Peloponnese (1958) — Мани. Путешествия по Южному Пелопоннесу
- Roumeli (1966) -Румели (Средняя Греция)
- A Time of Gifts — On Foot to Constantinople: From the Hook of Holland to the Middle Danube (1977) — Время даров. Пешком до Константинополя
- Between the Woods and the Water (1986) — Между лесом и водой
- Three Letters from the Andes (1991) — Три письма из Анд
- Words of Mercury (2003) — Речь Меркурия
- Предисловие к Into Colditz полковника Miles Reid, Michael Russell Publishing Ltd, Wilton (1983).
- Пролог к Албанское задание  полковника David Smiley, Chatto & Windus, London (1984).
- In Tearing Haste: Переписка между Deborah Devonshire и Патриком Ли Фермором  (2008)

### Переводы
- Навсегда Одиссей  К. П. Родоканакис (1938)
- Критский связной: Его повествование о немецкой оккупации Георгия Психундакиса (1955)

### Сценарий
- Корни неба (1958) приключенческий фильм, режиссёр Джон Хьюстон.